# Спенсер-Черчилль, Анна Фрэнсис
А́нна Фрэ́нсис Э́мили Спе́нсер-Че́рчилль, герцогиня Ма́льборо (англ. Frances Anne Spencer-Churchill, Duchess of Marlborough; в девичестве Вейн (англ. Vane), 15 апреля 1822, Вестминстер, Большой Лондон — 16 апреля 1899, Бленхеймский дворец) — британская аристократка. Дочь Чарльза Вейна, 3-го маркиза Лондондерри; супруга Джона Уинстона Спенсер-Черчилля, 7-го герцога Мальборо и бабушка по отцовской линии премьер-министра Великобритании Уинстона Черчилля.

## Биография
Леди Анна Фрэнсис Эмили Вейн родилась 15 апреля 1822 года в доме герцога Сент-Олбанса на площади Сент-Джеймс в Лондоне. Её родителями были Чарльз Вейн, 3-й маркиз Лондондерри (1778—1854) и Фрэнсис Вейн (1800—1865). Среди крёстных родителей новорожденной был герцог Веллингтон. У неё было трое братьев и две младшие сестры, а также один сводный брат от первого брака отца с леди Кэтрин Блайт.
12 июля 1843 года вышла замуж за Джона Спенсер-Черчилля, маркиза Блэндфорда. Основным местом проживания семьи, где со временем родилось одиннадцать детей, стал Бленхеймский дворец в Вудстоке.
1 июня 1857 года, после смерти 6-го герцога Мальборо, супруги унаследовали герцогский титул. Бленхеймским дворцом правила именно герцогиня. Под её руководством в резиденции герцогов Мальборо часто проходили частные вечеринки, где собирался весь аристократический свет.
Герцогиня считалась властной женщиной, но заботливой матерью. Она не одобряла женитьбу старшего сына и наследника точно также, как и брак младшего сына Рендольфа на американской светской львице Дженни Джером, которую Анна Фрэнсис не любила. Вместе с супругом она отказалась присутствовать на их свадьбе в Париже в 52 день рождения герцогини.
В 1876—80-х годах герцог Мальборо служил Лордом-лейтенантом Ирландии. Во время Ирландского голода 1879 года Анна Фрэнсис активно помогала голодающим, как писали, проявив человечность, профессионализм и лидерские качества. За это от королевы Виктории она получила Королевский орден Виктории и Альберта.
В 1883 году она стала вдовой. Вдовствующая герцогиня Мальборо умерла 16 апреля 1899 года, через день после своего 77-го дня рождения, пережив пять из своих одиннадцати детей. 21 апреля 1899 года она была захоронена в родовом склепе в церкви рядом с Блейнхеймским дворцом. Её внук, премьер-министр Уинстон Черчилль писал о ней, как о «женщине исключительной работоспособности, энергии и решимости».

## Дети
У герцога и герцогини Мальборо родилось одиннадцать детей:
- Джордж Чарльз (13.05.1844—9.11.1892) — 8-й герцог Мальборо; в первом браке был женат на леди Альберте Гамильтон[англ.] (1847—1932), дочери 1-го герцога Аберкорна; имели трёх дочерей и сына; 20.11.1883 года они развелись; женился во-второй раз на американской наследнице Лили Уоррен Прайс[англ.] (1854—1909), дочери американского офицера Цицерона Прайса[англ.], в браке детей не было; он имел внебрачного сына от связи с Эдит Пирс-Уильямс, которая была женой 7-го графа Эйлсфорда;
- Фредерик Джон Уинстон (2.02.1846—5.08.1850) — умер в возрасте 4 лет;
- Корнелия Генриетта Мария (17.09.1847—22.01.1927) — супруга Айвора Геста, 1-го барона Уимборна[англ.] (1835—1914), сына английской писательницы Шарлотты Гест; имели девятерых детей;
- Розамунда Джейн Фрэнсис (родилась между 1848—1852—3.12.1920) — супруга британского политика Уильяма Феллоуза, 2-го барона де Рамсея[англ.] (1848—1925); имели шестерых детей;
- Рэндольф Генри (13.02.1849—24.01.1895) — канцлер казначейства; женился на Дженни Джером (1854—1921), дочери американского финансиста и спортсмена Леонарда Джерома; у них было два сына — Уинстон и Джон;
- Фанни Октавия Луиза (29.01.1853—5.08.1904) — супруга Эдварда Маржорибенкса, 2-го барона Твидмаса[англ.] (1849—1909); имели сына;
- Анна Эмили (14.11.1854—20.06.1923) — супруга Джеймса Иннес-Кера, 7-го герцога Роксбург; имели семерых детей; правительница гардеробной королевы Виктории;
- Чарльз Эшли (1856—11.03.1858) — умер в детстве;
- Августус Роберт (4.07.1858—12.05.1859) — умер в младенчестве;
- Джорджиана Елизавета (14.05.1860—9.02.1906) — вышла замуж за Ричарда Керзона, 4-го графа Хау (1861—1929); имели сына;
- Сара Изабелла Августа[англ.] (4.07.1865—22.10.1929) — первая женщина, ставшая военных корреспондентом; супруга подполковника Гордона Челси Уилсона (1865—1914); имели сына.